# Farbiges Grau
Das farbige Grau (englisch colourful grey, coloured grey, amerikanisch colorful gray) ist eine Mischung aus Schwarz und Weiß mit einer buntfarbigen Komponente oder eine Mischung nur aus bunten Farben, häufig aus zwei Komplementärfarben oder drei Primärfarben. Das farbige Grau zeigt damit eine Vielzahl farbiger Nuancen. Dagegen entsteht das normale Grau aus unfarbigem Schwarz und Weiß.

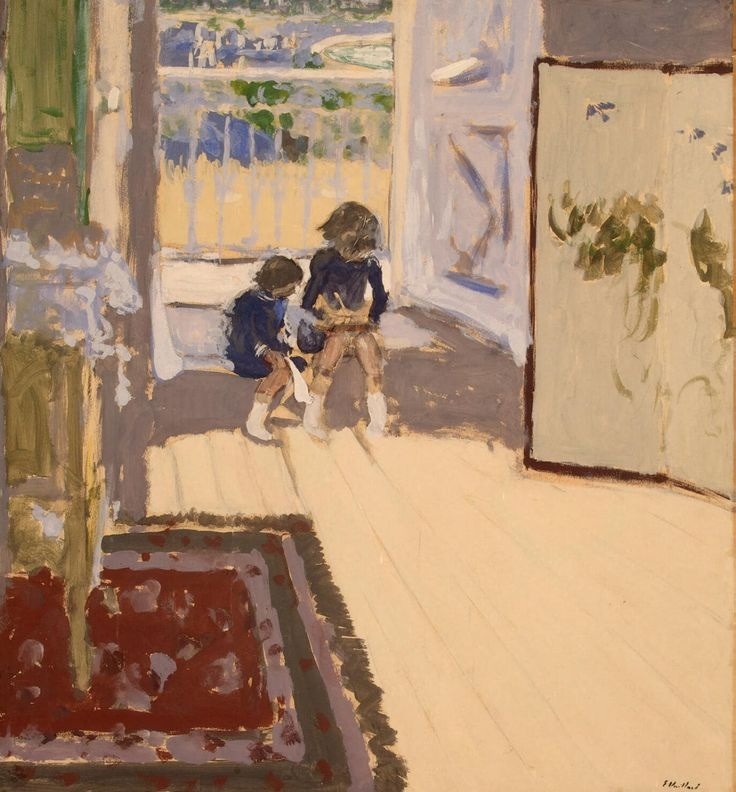
Edouard Vuillard: Kinder in einem Raum

Künstlerinnen und Künstler mischen aus Ölfarben das farbige Grau zum Beispiel aus 
- Chromoxidgrün feurig, Allzarin-Krapplack und Titanweiß
- Echtorange, Preußischblau und Titanweiß oder
- Echtgelb hell, Kobaltviolett und Titanweiß.[2]

## Wirkung
Das farbige Grau wirkt nicht wie neutrales Grau eintönig, schmutzig trüb oder leblos, sondern frisch, interessant, lebendig und variantenreich.

## Verwendung in der Kunst
Einige Künstlerinnen und Künstler meiden Schwarz und mischen deshalb Grau nicht aus Schwarz und Weiß, sondern bevorzugt aus Komplementärfarben und Weiß.

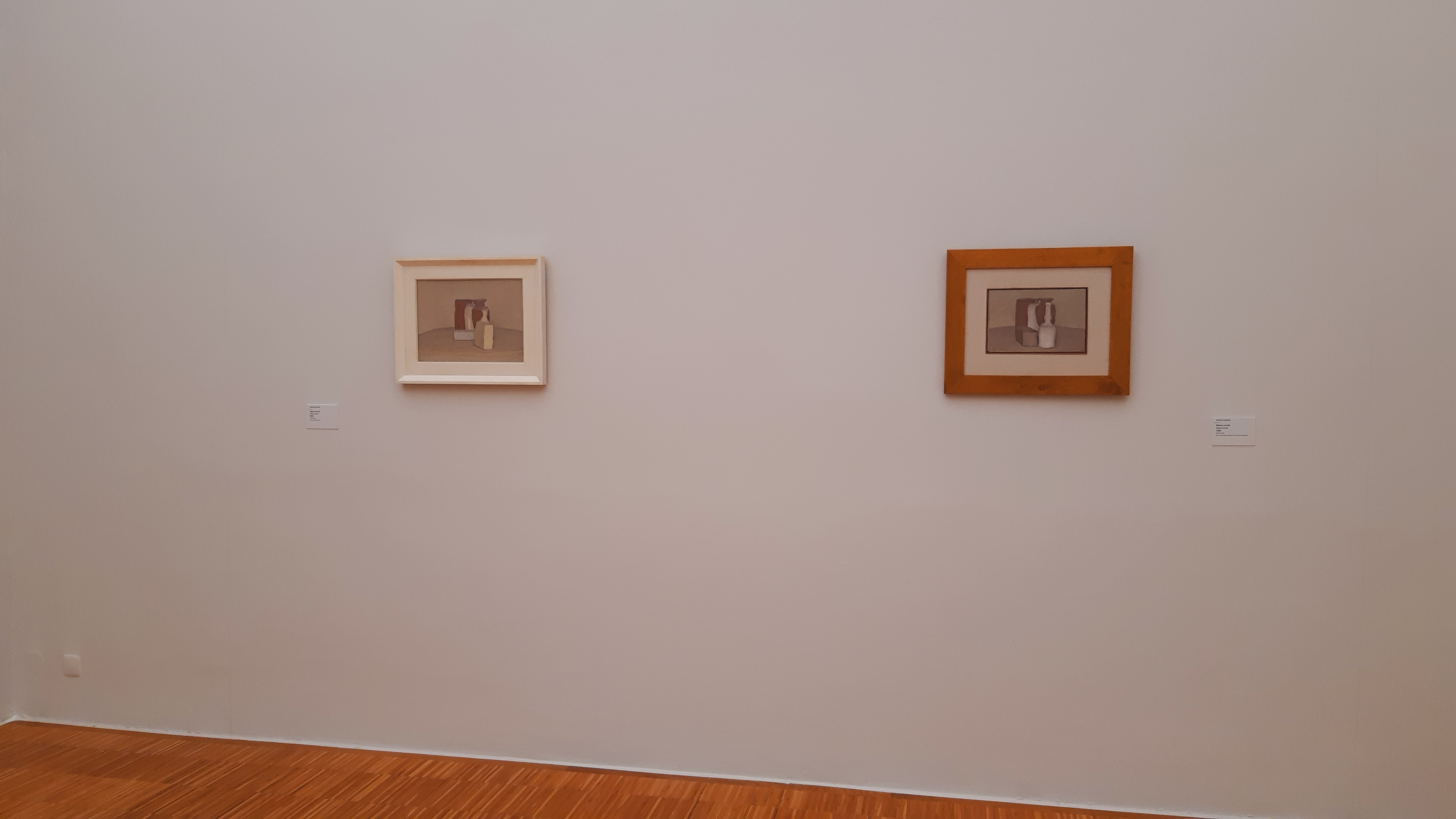
Giorgio Morandi: Stillleben, 1955.

- Zum Beispiel mischt Édouard Vuillard Grau aus Komplementärfarben. Damit erreicht er eine außerordentliche Feinheit und nutzt unterschiedliche Ausdrucksmöglichkeiten.[4] In dem Bild Kinder in einem Raum entsteht eine entspannte, konzentrierte, gleichzeitig lebendige Stimmung.
- Giorgio Morandi verwendet in seinen überwiegend grauen Stillleben farbiges Grau. Es entstehen Bilder der Ruhe,[5] von denen eine poetische, leuchtende Atmosphäre ausgeht und die zum Meditieren anregen kann.

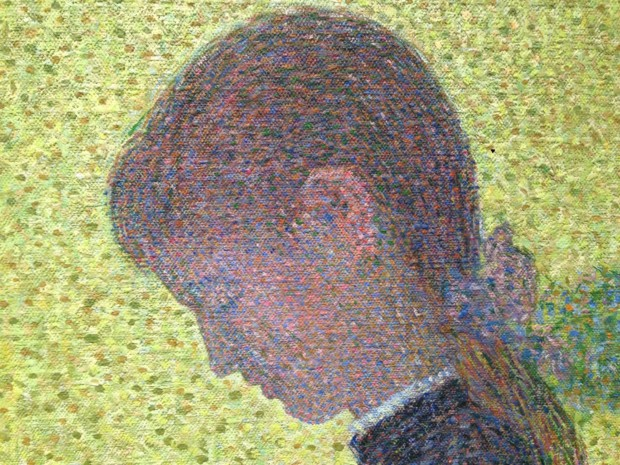
Georges Seurat: Ein Sonntagnachmittag auf der Insel Grande Jatte. Detail.

- Die Kunstschaffenden des Pointillismus schaffen farbiges Grau, indem sie komplementärfarbige Punkte nebeneinander setzen, wodurch aus der Ferne ein Grau entsteht. Bei dem Detail aus dem Bild Ein Sonntagnachmittag auf der Insel Grande Jatte setzt Georges Seurat das verschattete Gesicht des sitzenden Mädchens mit Blumenstrauß aus rosafarbenen und blauen Punkten zusammen, die sich von weitem zu einem bläulichen oder rötlichen Grauton mischen.